# Zwergstendel
Der Zwergstendel (Chamorchis alpina), auch Zwerg-Knabenkraut oder Zwergorchis genannt, ist die einzige Art der monotypischen Gattung Chamorchis innerhalb der Pflanzenfamilie der Orchideen (Orchidaceae). Sie ist unscheinbar und gedeiht in der hochalpinen Höhenstufe. Wegen ihrer geringen Größe und der unauffälligen Blüten ist es nicht leicht, sie zu finden.

## Beschreibung und Ökologie

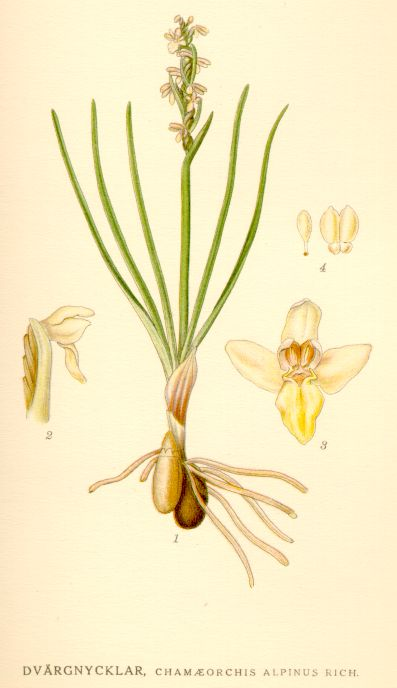
Illustration

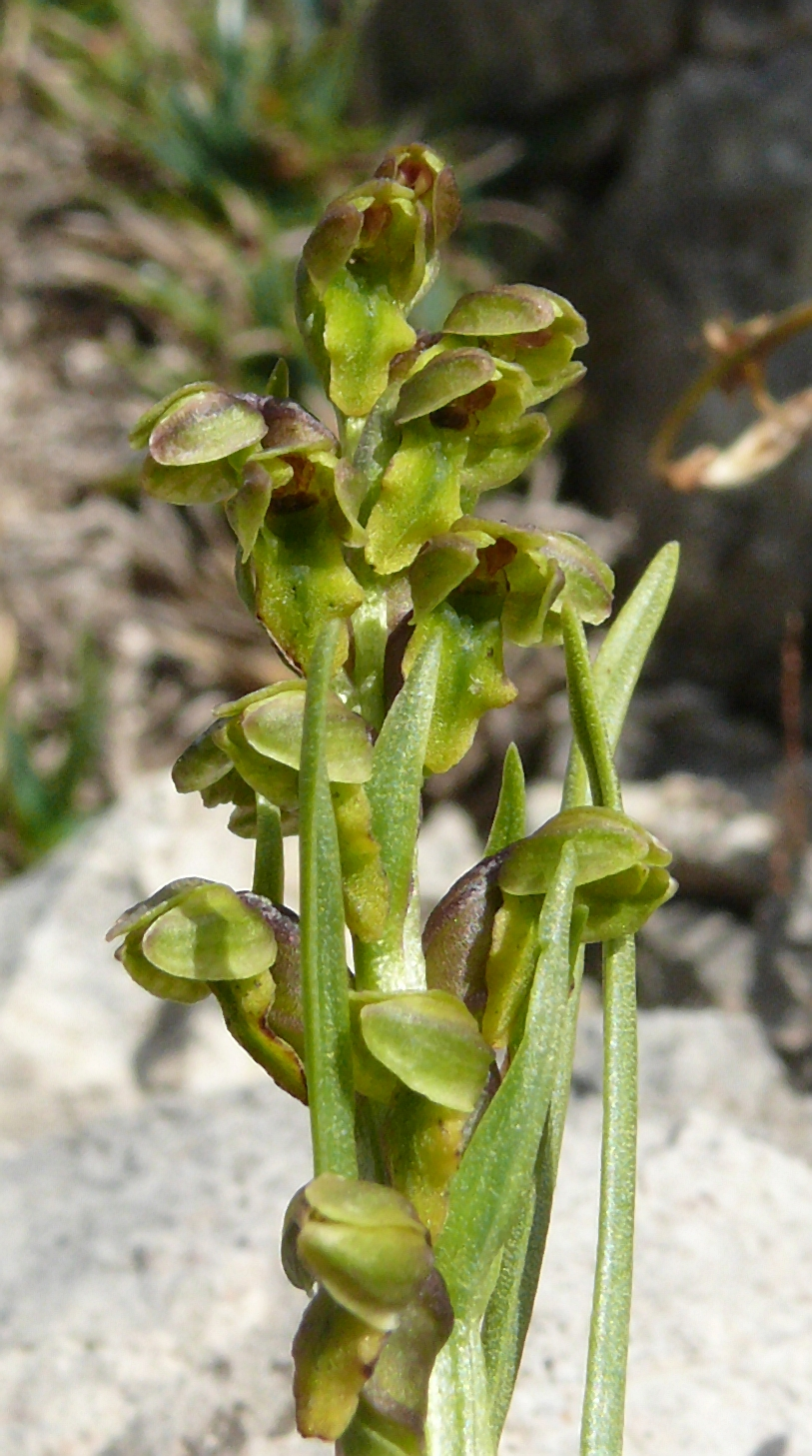
Blütenstand

### Vegetative Merkmale
Der Zwergstendel ist eine zierliche ausdauernde krautige Pflanze. Sie bildet kleine, länglich-ovale Knollen als Überdauerungsorgane aus. Durch die Fähigkeit, mehr als eine neue Knolle pro Jahr zu bilden (vegetative Vermehrung), stehen die Pflanzen meist in kleinen Gruppen.
Die grasähnlichen Laubblätter sind meist kürzer als 5 Zentimeter.

### Generative Merkmale
Der Blütenstand enthält bis zu zwölf Blüten. Die zwittrigen Blüten sind zygomorph. Die Blütenhülle ist gelb-grün und meist rotbraun überlaufen. Die Blütenhüllblätter des äußeren Perigonkreises und die beiden seitlichen des inneren Kreises sind zu einem Helm zusammengeneigt. Die spornlose Lippe ist 3 bis 5 Millimeter lang und meist nur andeutungsweise dreilappig. Seine Blüten duften nicht, aber sondern reichlich Nektar ab. Als Bestäuber wurden Schlupfwespen, Fliegen und Käfer beobachtet.
Die Blütezeit reicht vom Juli bis in den August. Während der Samenreife sind die Blüten meist noch nicht vollständig verblüht. Die Lippe vertrocknet, aber der Helm ist noch intakt. Die Blüten werden zwar bestäubt, wenn dies aber ausbleibt, sind die Blüten autogam, wodurch meist alle Kapselfrüchte reifen.

## Genetik und Entwicklung
Der Zwergstendel hat einen Karyotyp von zwei Chromosomensätzen und jeweils 21 Chromosomen (Zytologie: 2n = 42). Der Same dieser Orchidee enthält keinerlei Nährgewebe für den Keimling. Die Keimung erfolgt daher nur bei Infektion durch einen Wurzelpilz (Mykorrhiza).

## Vorkommen

### Verbreitung
Das Verbreitungsgebiet erstreckt sich über diejenigen Teile der Alpen und der Karpaten, die Hochgebirgscharakter besitzen, sowie über das westskandinavische Gebirge. Das gesamte Verbreitungsgebiet umfasst das subarktische und subalpine Europa. Der Zwergstendel ist (nach Buttler) ein alpisches, skandinavisches, karpatisches, lapponisches Florenelement.

### Standortbedingungen

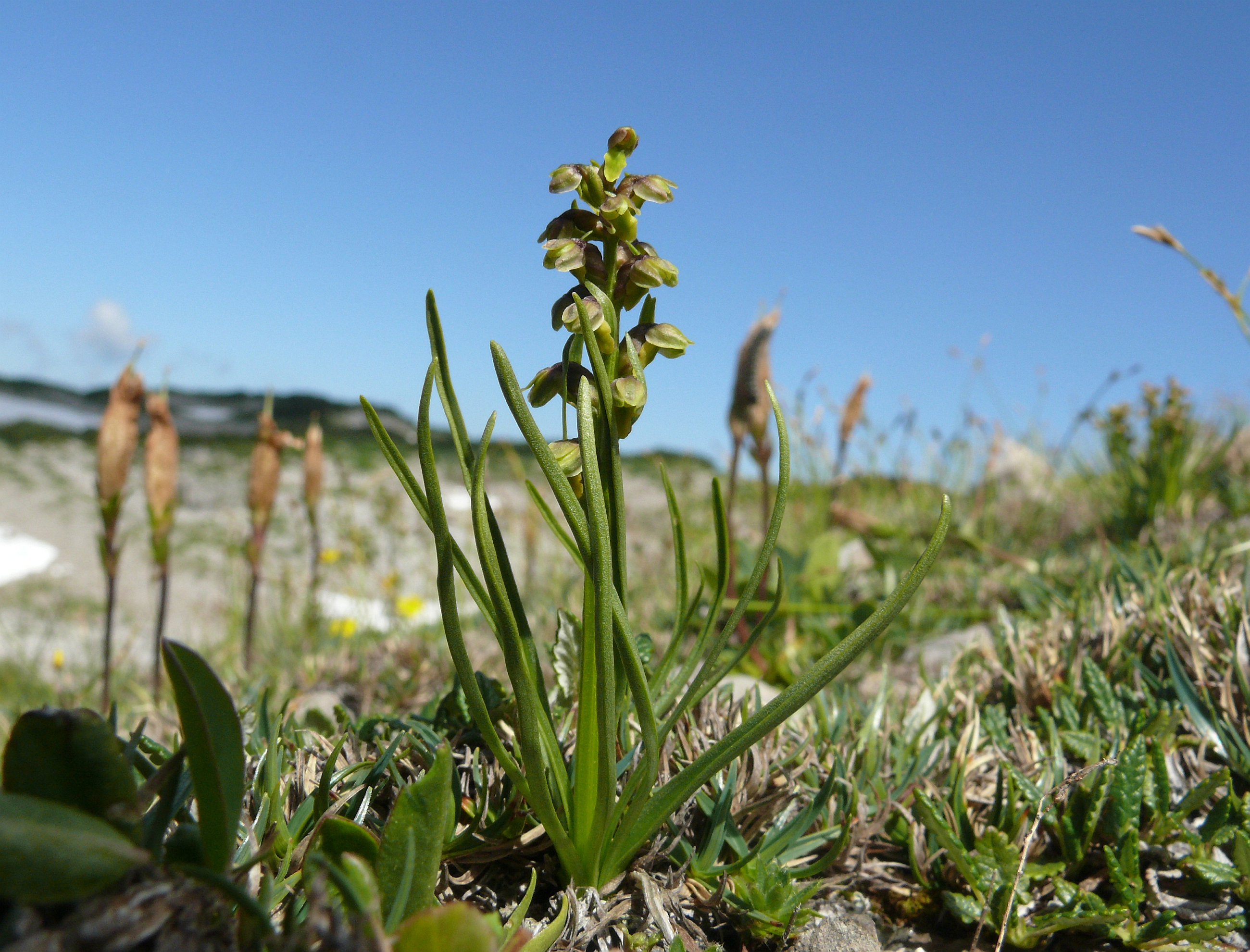
Typischer Standort auf Polsterseggenrasen in den Allgäuer Alpen zwischen Silberwurz, im Hintergrund verblühter Clusius-Enzian

Der Zwergstendel ist eine kalkliebende Pflanze und bevorzugt extreme Standorte oberhalb der Baumgrenze mit wenig Schneebedeckung und häufigem Wind. Auch die Sonneneinstrahlung ist an diesen Standorten hoch. Das Edelweiß und die Weiße Silberwurz wachsen oft in seiner Nähe. Seltener wächst er zusammen mit Kohlröschen-Arten, welche die extremen Standorte weitgehend meiden.
Er findet sich in der Pflanzengesellschaft Polsterseggenrasen (Assoziation Caricetum firmae) aus dem Verband Seslerion.

### Standorte und Verbreitung in Mitteleuropa
Der Zwergstendel gedeiht am besten auf kalkreichen, lockeren und daher oft steinigen, humushaltigen und eher etwas feuchten als trockenen, kühlen Böden.
Er wächst fast nur über Kalkgestein oder Dolomit, seltener über kalkhaltigen Schiefern (z. B. Bündnerschiefer). Er kommt in Mitteleuropa ausschließlich in den Alpen vor und besiedelt dort vorzugsweise Höhenlagen von 1500 bis 2800 Metern. In den Allgäuer Alpen steigt er am Sattel zwischen Biberkopf und Hochrappenkopf in Bayern bis in eine Höhenlage von 2320 Metern auf.
Die ökologischen Zeigerwerte nach Landolt & al. 2010 sind in der Schweiz: Feuchtezahl F = 2 (mäßig trocken), Lichtzahl L = 5 (sehr hell), Reaktionszahl R = 5 (basisch), Temperaturzahl T = 1+ (unter-alpin, supra-subalpin und ober-subalpin), Nährstoffzahl N = 1 (sehr nährstoffarm), Kontinentalitätszahl K = 4 (subkontinental).
Der unscheinbare Zwergstendel ist ausgesprochen kältefest und erträgt auch Zugluft. Man findet ihn daher besonders  an windausgesetzten Stellen (z. B. auf Graten, an Felsvorsprüngen oder in Rasenbändern in Steilwänden).

## Naturschutz und Gefährdung
Wie alle in Europa vorkommenden Orchideenarten steht auch der Zwergstendel unter strengem Schutz europäischer und nationaler Gesetze. Die Art ist in Deutschland durch die BArtSchV besonders geschützt.
- Rote Listen:

Rote Liste Deutschland: * (ungefährdet).
Rote Liste Bayern: * (ungefährdet).
Rote Liste Schweiz: * (ungefährdet)
Durch sein unauffälliges Aussehen und seine geringe Größe wird der Zwergstendel kaum gepflückt. In der Nähe von Berggipfeln sind Trittschäden durch Wanderer möglich. Die Bestände sind gegenwärtig trotz des kleinen Verbreitungsgebiets noch weitgehend stabil und ungefährdet. Vermutlich sind viele Standorte unbekannt, da sie in unzugänglichen Regionen liegen.
In seinem skandinavischen Verbreitungsgebiet wird der Zwergstendel als gering gefährdet eingestuft. Ursachen für eine Gefährdung sind Sukzession und Überweidung durch Rentierzucht.

## Taxonomie und Systematik
Die Erstveröffentlichung erfolgte 1753 unter dem Namen (Basionym) Ophrys alpina durch Carl von Linné in Species Plantarum Tomus II, S. 948. Zur damaligen Zeit wurden Orchideen mit spornlosen Blüten zur Gattung Ragwurzen (Ophrys) gestellt. Die Neukombination zu Chamorchis alpina wurde 1817 durch Louis Claude Marie Richard in De Orchideis Europaeis Annotationes S. 35 veröffentlicht, mit der er die Gattung Chamorchis aufstellte.
Die Verwandtschaftsverhältnisse zu den anderen Vertretern des Subtribus Orchidinae waren lange Zeit ungeklärt. Die Untersuchungen der genetischen Merkmale durch Bateman 1997 haben gezeigt, dass die nächste Verwandte dieser Art die Kugelorchis (Traunsteinera globosa) ist.

## Bildgalerie

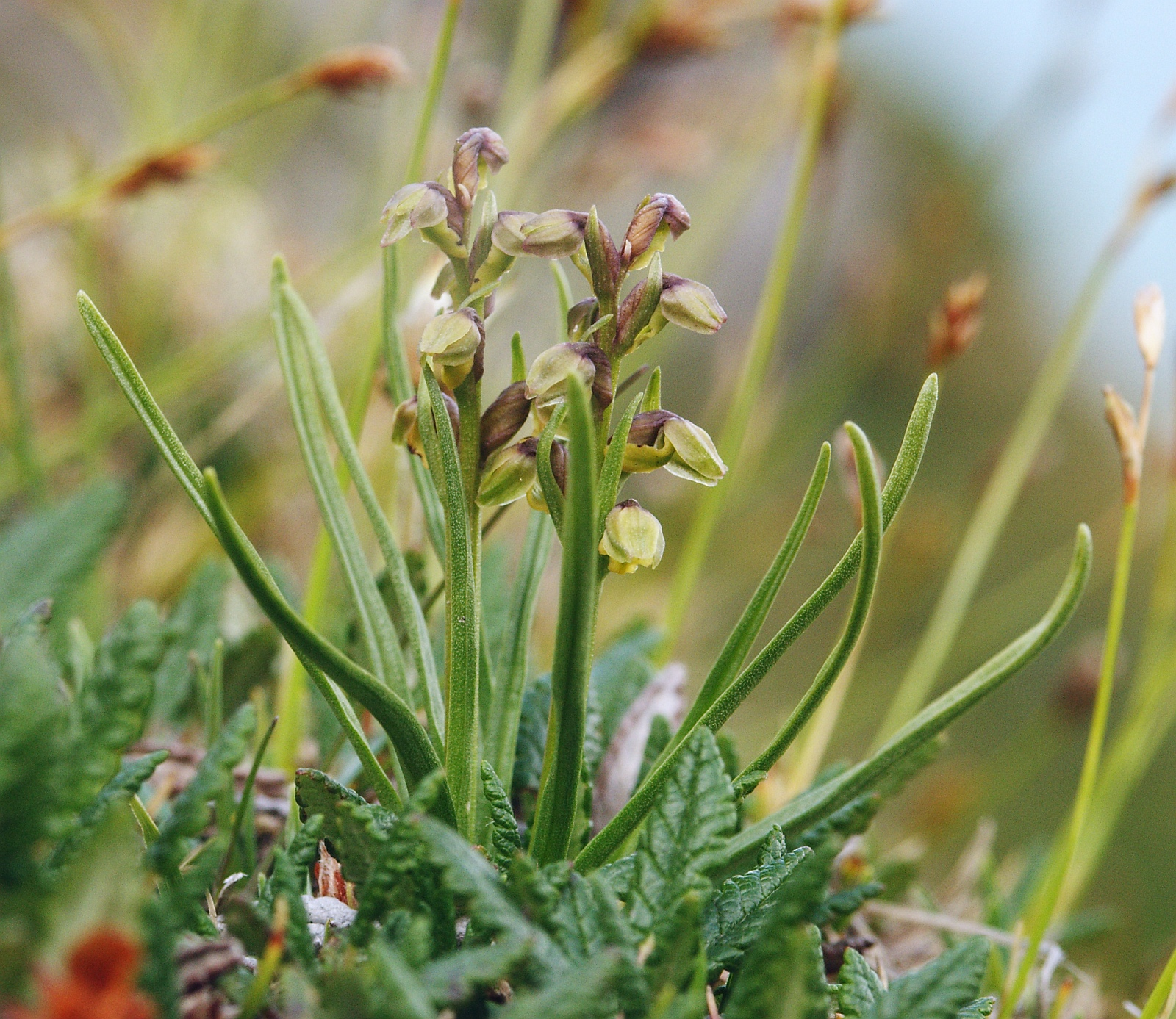
Pflanze (Tannheimer Berge, Österreich)
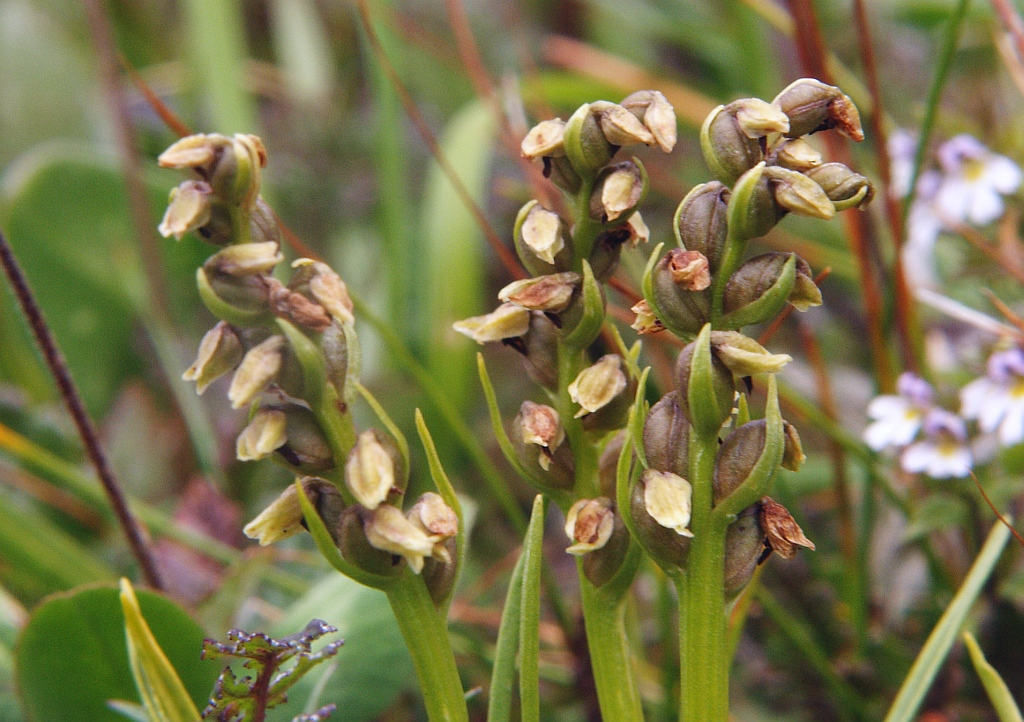
Fruchtstände (Allgäuer Alpen, Deutschland)
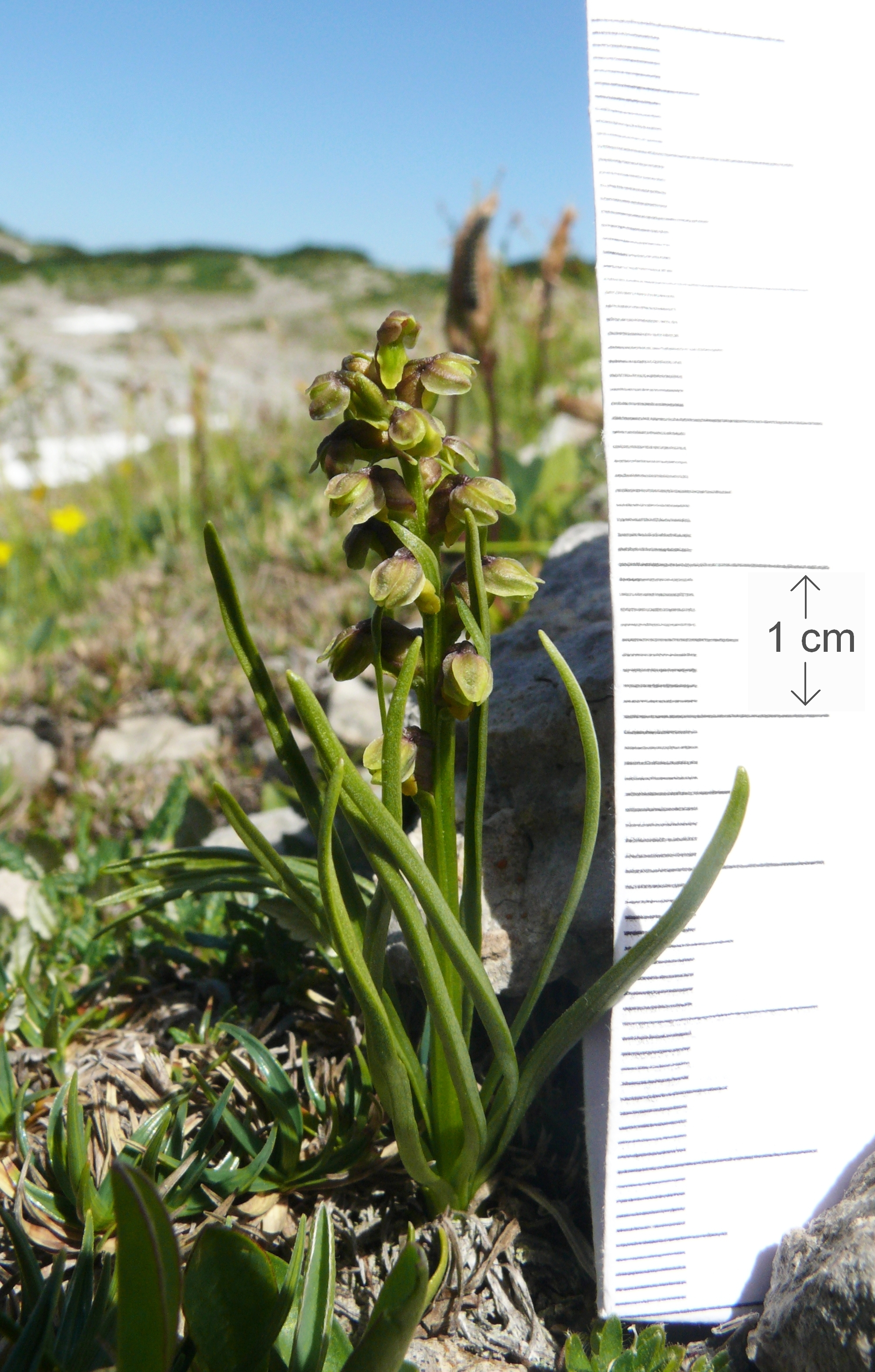
Eine Millimeterskala neben einer Pflanze